# Manny Flaco
Manuel Chavez Pacheco, känd som Manny Flaco, född 15 februari 1994 i Högalids församling, Stockholms län, är en svensk musikproducent.

## Biografi
Manny Flaco har samarbetat med rapparna Dizzy och Haval. 2022 släppte Manny Flaco albumet DIZZY FLACO tillsammans med Dizzy, där Manny Flaco producerade alla låtar.